# Гури-Рдултовські
Гури-Рдултовські (пол. Góry Rdułtowskie) — село в Польщі, у гміні Гожковиці Пйотрковського повіту Лодзинського воєводства.
У 1975-1998 роках село належало до Пйотрковського воєводства.